# Птижан, Фредерик
Фредерик Птижан (фр. Frédéric Petitjean [fʁe.de.ʁik pə.ti.ʒɑ̃]; род. 1 ноября 1969, Фонтенбло) — французский писатель, сценарист, режиссёр.

## Биография

### Образование
Фредерик Птижан получил степень бакалавра филолога, с которым продолжил обучение в университете Парижа IV Сорбонна. Это обучение завершил со степенью магистра современной литературы. Также Фредерик обладает аналогичной степенью Колумбийского университета (Нью-Йорк) — по сравнительном литературоведении.

### Литературная деятельность
Фредерик начал писать в 11 лет. В 1983 году случилась серьёзная проба пера, когда в возрасте 14 лет Птижан завершил пьесу «Семейный совет». Спектакль был поставлен на сцене лицея Жолио-Кюри (муниципалитет Даммари-ле-Лис).
Как профессиональный драматург Ф. Птижан дебютировал в 1990 году, написав в 21 год театральную пьесу «Фортепианный блюз». Автор также сыграл одну из ролей этого спектакля, поставленного в Национальном театре Фонтенбло и на Авиньонском фестивале. В 1991 году получил свой первый национальный заказ по случаю 100-летнего юбилея Музея искусств и народных традиций. Была написана пьеса «Акробаты», в которой Птижан также сыграл.
В 1993 году он стал автором и актёром спектакля «У ворот ада». Эта пьеса была поставлена в Театре Ренар (Париж), Театре комедии (Сент-Этьен) и Национальном театре Реймса при участии солистов Парижской национальной оперы.
В 1994 году Фредерик Птижан сыграл в спектакле режиссёра Элен Синк «Но кто убил Маргарет?», поставленном в театре Ванва (пригород Парижа).

## Участие в кинематографе
С 1995 по 2003 года Фредерик Птижан работает преимущественно в США. В одной из компаний — Discreet Logic — он находится на должности т. н. Script Doctor. Также он консультирует другие американские студии по переписыванию сценариев. Задача Птижана — адаптировать к новым цифровым технологиям части сюжетов со спецэффектами.
Тогда Discreet Logic сотрудничала с производителями таких фильмов как «Матрица», «Властелин колец», и с DreamWorks при производстве анимационных продуктов. За это время Птижан был причастен к 17 фильмам, которые вышли в прокат.
В 1998 году Птижан впервые выступил в качестве кинорежиссёра. Тогда он снял два фильма на заказ для американских компьютерных компаний Silicon Graphics и Autodesk. Второй фильм — вырезка с Чемпионата мира 1998 по футболу, который прошёл во Франции. Ролик разошёлся в США на DVD тиражом в 5000. На мундиале Фредерик Птижан также отвечал за программное обеспечение фирм Frost Discreet Logic и Silicon Graphics.
В 2006 году вышла в свет комедия «Мадам Ирма», ставшая первым полнометражным фильмом с участием Птижана. Он предложил идею и написал сценарий (при участии Дидье Бурдона). Среди его последующих сценарных проектов заметное место занимают «Наши лучшие отпуска» (2012, реж. Филипп Лелуш) и «Одиночка» (2013, реж. Кристоф Оффенштейн).
В 2010 году была снята короткометражка «Кровавый крош» (реж. Эрик Периссе, студия Eight 35), в которой Фредерик Птижан играл. Эта картина была отмечена Премией за лучший короткометражный фильм на Международном полицейском кинофестивале в Льеже (Бельгия).
В 2015 году снята социальная комедия «Трижды ничего» — первая режиссёрская работа Птижана в полном метре. Он же предложил идею и написал сценарий. Это история о трёх людях, встретившихся в больнице после неудачной попытки суицида. Там они пытаются привлечь на свою сторону их лечащего психолога.
В 2018 году Птижан снимает второй полнометражный фильм — «Последний шаг». Главный герой (в исполнении Жана Рено) — наёмный убийца в отставке, живущий на пустынном берегу отдаленного озера. Киллеру приходится нарушить отшельничество и спасти жизнь девушки, случайно оказавшейся рядом. Основные съёмки прошли в Украине (Карпаты и Киев).

## Фильмография
Источник:.

### Режиссёр
- 2015 — Трижды ничего / Trois Fois Rien
- 2019 — Последний шаг / The Last Step

### Сценарист[a]
- 2000 — Клиент всегда мёртв / Six feet unders (для HBO)
- 2001 — Братья по оружию / Band of brothers (для HBO)
- 2003 — Тюрьма закрывается / Prison ferme (компания «FEW»)
- 2005 — Вирус и цунами / Virus et Tsunami (кинокомпания «Gedeon Programmes» Стефана Мийера)
- 2005 — Принц Жаба / Le prince Crapaud (Паскаль Дюшен)
- 2005 — Мадам Ирма / Madame Irma (Дидье Бурдон)
- 2005 — Последний выход / Last Exit (кинокомпания «Thelma films»)
- 2006 — Робен де Бельвиль / Robin de Belleville (компания «Outsider Films» Лорана Брошана)
- 2006 — Темная сторона Луны /  Dark side of the moon  (Бруно Авейян)
- 2007 — Брентвудские выходные / Brentwood week-end
- 2008 — Старый / Old Up (Патрис Динью)
- 2008 — Париж Шанхай / Paris Shanghai (Джеймс Фоули)
- 2008 — Зеркало / The Miror (HBO)
- 2010 — Очень не повезло / Very pas de chance (TF1)
- 2011 — Наши лучшие отпуска / Nos plus belles vacances (Филипп Лелуш)
- 2011 — Последний шаг / Le Dernier Pas (лауреат премии «Coup de cœur» от Национального центра кино и анимации (CNC))
- 2012 — Шанхайская память / Shanghai Memory (Жером Корнюо)
- 2012 — Радио Титатник[b] / Radio Titatnic (Дамьен Ларер)
- 2013 — Одиночка / En solitaire
- 2013 — Личности / Personnes
- 2014 — Выходные в Брентвуде / Brentwood Weekend (TF1)
- 2014 — Мужчины из золота / Des Hommes de l’or (TF1)
- 2014 — Убийство в аббатстве Руан / Meurtre à L’Abbaye de Rouen (Кристиан Боннэ)
- 2015 — Вторая жизнь / Second Life
- 2016 — Байкеры / Bikers (в соавторстве с Филиппом Лелушем)
- 2016 — Прессинг / Pressing

## Произведения

### Романы
Серия «Les Dolce»
- Frédéric Petitjean. Les Dolce: La Route des magiciens. — Paris: Don Quichotte, 2011. — Т. 1. — 540 с. — ISBN 2359490192. (фр.) (англ.)

Frédéric Petitjean. Les Dolce: La route des magiciens (фр.). — Paris: Pocket Jeunesse, 2016. — Vol. 1. — 560 p. — ISBN 2266267507.
- Frédéric Petitjean. Les Dolce: Les Cinq Secrets. — Paris: Don Quichotte, 2012. — Т. 2. — 444 с. — ISBN 2359490672. (фр.) (англ.)

Frédéric Petitjean. Les Dolce: Les cinq secrets (фр.). — Second édition. — Paris: Pocket Jeunesse, 2016. — Vol. 2. — 448 p. — ISBN 2266267515.
- Frédéric Petitjean. Les Dolce: Le dernier puits (фр.). — Paris: Pocket Jeunesse, 2016. — Vol. 3. — 336 p. — ISBN 2266267663.

### Пьесы
Источник:
- 1988: Фортепианный блюз / Piano Blues
- 1989: Мастер времени / Le Maître des Temps
- 1990: Акробаты / Saltimbanques
- 1992: У ворот ада / Aux portes de l’enfer
- 2008: Наши дорогие предки / Nos ancêtres chérie